# High-density fibreboard
High-density fibreboard of hdf is geperst board met een hoge dichtheid. Hdf is geen merknaam, maar een soortnaam. De houtvezels zijn gedroogd en door middel van harsen met elkaar verbonden. Dit in tegenstelling tot hardboard, waarbij de vezels geperst worden.
High-density fibreboard is een zwaardere kwaliteit medium-density fibreboard (mdf) waarvan de vezels sterker geperst worden tot een plaat met een hogere dichtheid. Hdf kan zwaar op druk belast worden, maar heeft een geringe treksterkte.

## Gebruik
Hdf wordt onder andere gebruikt voor laminaatvloeren en voor plafondpanelen.